# Desmodora tenuispiculum
Desmodora tenuispiculum är en rundmaskart som beskrevs av Allgen 1928. Desmodora tenuispiculum ingår i släktet Desmodora och familjen Desmodoridae. Arten är reproducerande i Sverige. Inga underarter finns listade i Catalogue of Life.